# 大港海戰
大港海戰是法國海軍与英國皇家海軍之间的一场海战。1810年8月20日至27日，在拿破仑战争期间，英國人为從法國人手中奪取毛里求斯大港區，双方爆發了戰爭。最終英國戰敗。